# І твою маму теж
«І твою маму теж» (ісп. Y Tu Mamá También) — мексиканський фільм режисера Альфонсо Куарона про останні шкільні канікули двох нерозлучних друзів, що їздять по Мексиці в компанії 28-річної жінки. Це один з найбільш комерційно успішних мексиканських фільмів; збори в національному прокаті за перший вікенд склали рекордні 2,2 млн доларів. В цілому фільм завоював більше 30 кінонагород і премій, включаючи приз за найкращий сценарій і приз Марчелло Мастроянні Венеціанського кінофестивалю 2001 року (присуджений виконавцям двох головних чоловічих ролей).

## Сюжет
Двоє нерозлучних друзів Хуліо і Тенок, провівши своїх подружок, що відлітають на канікули до Італії, почали будувати плани щодо власних канікул. Хуліо родом з небагатої сім'ї, а батько Тенока — високопоставлений політик, але це не заважає їм бути найкращими друзями.
На весільній церемонії вони знайомляться з Луїсою, дружиною кузена Тенока, і розповідають їй про пляж «Ворота раю», на який вони планують з'їздити. Луїса не приймає їх запрошення поїхати разом з ними.
Незабаром після цього Алехандро, чоловік Луїси, дзвонить їй з відрядження і, ридаючи, повідомляє, що зрадив їй. Луїса вирішує піти від нього і незабаром дзвонить Теноку, і просить дозволу скласти друзям компанію.
Про пляж «Ворота раю» Хуліо та Тенок дізналися від свого друга Саби, любителя покурити «травку». Але Сабі не вдається зорієнтуватися по карті і показати друзям точну дорогу, тому Хуліо та Теноку доводиться їхати навмання.
Під час дорожньої подорожі Хуліо і Тенок зблизились з Луїсою, розповіли їй про свій клуб «Чараластра», згадують своїх подружок і досліджують нові грані своїх взаємин, в тому числі й інтимних. Сексуально недосвідчених підлітків приємно дивує готовність цієї досвідченої жінки вступити з ними в статеві відносини, як по черзі, так і втрьох. Романтична пристрасть, що спалахнула в кожному з них стосовно неї, негативно позначилася на дружніх відносинах між приятелями, але Луїса вміло і дбайливо направляє їх на шлях емоційного і духовного змужніння.
Деякий час по тому друзі розлучилися. Однак, через кілька років після подорожі, Хуліо і Тенок знову зустрілися і Тенок повідомив Хуліо, що Луїса, незабаром після поїздки, померла від раку. Хлопці припустили, що Луїса знала про свою хворобу під час подорожі і що для неї ця поїздка була останньою можливістю насолодитися життям.
Протягом усього фільму закадровий диктор розповідає глядачам про невідомі подробиці з життя головних героїв, про їхні подальші долі. Попутно повідомляється про політичну ситуацію в Мексиці й віхи в історії країни.

## У ролях
- Марібель Верду — Луїса Кортес
- Гаель Гарсіа Берналь — Хуліо Сапата
- Дієго Луна — Тенок Ітурбіде
- Діана Брачо — Сільвія Альєнде де Ітурбіде
- Андрес Алмейда — Дієго Мадеро (Саба)
- Ана Лопес Меркадо — Ана Морелос
- Натан Грінберг — Мануель Уерта
- Вероніка Лангер — Марія Еухенія Кальєс де Уерта
- Марія Аура  — Сесілія Уерта
- Хуан Карлос Рамоліна — Алехандро Монтес де Ока (Яно)
- Марта Аура — Енрікета Альєнде
- Жізель Одірак — Ніколь Базан
- Артуро Ріос — Естебан Морелос
- Еміліо Ечеваррія — Мігель Ітурбіде
- Рауль Вале — Чео
- Майра Сербуло — Мейбл Хуарес де Карранса
- Сільверіо Паласіос — Хесус Карранса (Чуй)
- Ліборія Родрігес — Леодегарія Вікторія (Лео)
- Даніель Хіменес Качо — оповідач

Прізвища героїв фільму збігаються з прізвищами відомих історичних діячів Мексики:
- Ернан Кортес (1485—1547) — іспанський конкістадор, завойовник Мексики
- Еміліано Сапата (1879—1919) — один з лідерів Мексиканської революції 1910—1917
- Агустін Ітурбіде (1783—1824) — імператор Мексики (1822—1823)

## Нагороди
Перемоги
- New York Film Critics Circle Award for Best Foreign Language Film
- Broadcast Film Critics Association Award for Best Foreign Language Film
- Independent Spirit Award for Best Foreign Film

Номінації
- Премія «Оскар» за найкращий оригінальний сценарій
- Премія BAFTA
- Золотий глобус
- Grammy Award for Best Compilation Soundtrack for Visual Media